# Melinopterus abeillei
Melinopterus abeillei é uma espécie de insetos coleópteros polífagos pertencente à família Aphodiidae.
A autoridade científica da espécie é Sietti, tendo sido descrita no ano de 1903.
Trata-se de uma espécie presente no território português.